# 近畿大学情報学部
近畿大学情報学部（きんきだいがく じょうほうがくぶ、英称：KINDAI UNIVERSITY   FACULTY OF INFORMATICS）は、近畿大学に設置されている学部の一つである。

## 概要
近畿大学情報学部は15番目の学部として、2022年に誕生した。
情報学部では、今後ますます必要とされる先端IT人材の育成に向けて、1学部1学科で構成し、情報学部情報学科の下に3つのカリキュラムコースを用意した。
「知能システムコース」では、最新のAI技術を学んでいく。「サイバーセキュリティコース」では、最新のセキュアなネットワーク技術やサイバーセキュリティ技術を学んでいく。「実世界コンピューティングコース」では、「メタバース」や「デジタルツイン」に代表される「情報世界」と「リアル世界」が高度に融合する最新の情報システムを学んでいく。

## 組織
情報学部
- 情報学科
  - 知能システムコース
  - サイバーセキュリティコース
  - 実世界コンピューティングコース

## 学部長
- 久夛良木健

## 交通アクセス
東大阪キャンパス
- 所在地：〒577-8502 大阪府東大阪市小若江3-4-1.
- 近鉄大阪線 長瀬駅から徒歩約10分